# チョンノの奇跡
『チョンノの奇跡』（チョンノのきせき、原題：종로의 기적、英題：Miracle on Jongno Street）は、2010年に製作された韓国のドキュメンタリー映画。
日本では2011年7月8日と16日に第3回アジアンクィア映画祭にて上映された。

## 概要
韓国のゲイ・タウン・鐘路（チョンノ）を舞台とし、4人の同性愛者を追ったドキュメンタリー。

## キャスト
- チャン・ビョングオン
- ソ・ジュンムン
- ジョン・ヨル
- チェ・ヨンス